# Wikstroemia alternifolia
Wikstroemia alternifolia är en tibastväxtart som beskrevs av Alexander Feodorowicz Batalin. Wikstroemia alternifolia ingår i släktet Wikstroemia och familjen tibastväxter. Inga underarter finns listade i Catalogue of Life.